# Cinghiță alpină
Cinghița alpină (Montifringilla nivalis) este o specie de păsări din familia Passeridae care trăiește numai în regiunile alpine înalte. 

## Caracteristici morfologice

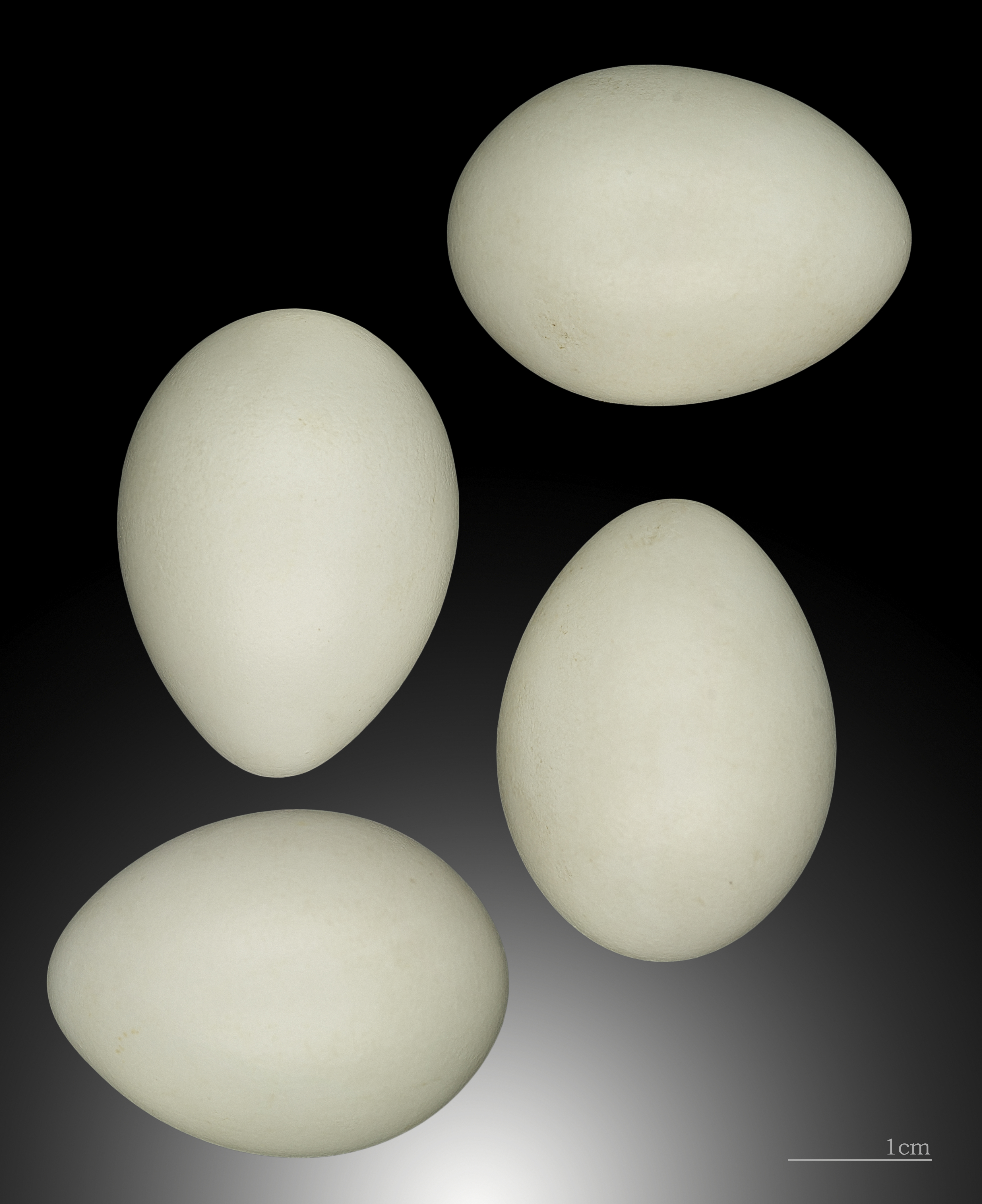
Montifringilla nivalis

Pasărea atinge o lungime de 16,5 - 19 cm, fiind mai mare ca vrabia. Aripile sunt albe numai vârful arpilor și al cozii sunt negre. Picioarele sunt negre, iar partea superioară a corpului este brun, pe când partea ventrală este albă-cenușie. Iarna penajul are nuanțe mai deschise, femelele au culori mai puțin vii ca și masculii. 

## Habitat
Arealul de răspândire sunt regiunile alpine, între 1900 - 3100 de m, sunt păsări sedentare, unele iernează în regiunile mai joase din Pirinei, Alpi, Balcani și Caucaz, la altitudini de  până la 1000 de m. Subspecia Montifringilla nivalis henrici, trăiește în China. 
Păsările se hrănesc cu insecte și semințe, în iernile grele se apropie de așezările omenești. Au în medie patru cinci pui pe an, uneori femela poate depune ponta de două pe an. 